# Макалпин, Тони
 Тони Макалпин (Тони Макэлпайн, англ. Tony MacAlpine) — американский гитарист-виртуоз, клавишник и композитор. В основном известен своими сольными проектами, а также проектами с другими музыкантами.

## Карьера
Тони Макалпин ещё до того, как взял в руки гитару, в детстве получил классическое музыкальное образование и начал играть на фортепиано и скрипке. С тех пор, его приверженность к классической музыке, и особенно к Шопену дает о себе знать едва ли не на каждом выпускаемом им альбоме. Практически всегда он участвует в записи клавишных партий, и на большинстве его сольных альбомов всегда находится место для фортепианного этюда Шопена.
Тони Макалпин работает и пишет музыку в разных стилях. В целом, его музыку можно определить как неоклассический рок с элементами шреда, фьюжна и блюза.
Начиная с 1984 года, Тони Макалпин выпускает свои сольные альбомы, перемежая их с участием в других группах и проектах. Игра Тони Макалпина и звук его гитары в сольных альбомах легко узнаваемы, несмотря на ощутимые стилевые различия многих альбомов. Он экспериментировал в области соединения неоклассического металла с джазовыми элементами (с группой САВ), работал с известным украинским пианистом Виталием Куприем, а однажды, в редком для Тони Макалпина неинструментальном альбоме Master Of Paradise он исполнил и вокальную партию.
25 августа 2015 года на официальном сайте музыканта появилась информация о том, что он переносит даты своего тура по Азии и Австралии в связи с подозрением на рак. Музыкант был вынужден обратиться к врачам по поводу сильных болей в желудке.

## Дискография

### Сольные работы
- Demo 84 (1984)
- Edge of Insanity (1986)
- Maximum Security (1987)
- Freedom to Fly (1992)
- Madness (1993)
- Premonition (1994)
- Evolution (1995)
- Violent Machine (1996)
- Live Insanity (1997) — live album
- Master of Paradise (1999)
- Chromaticity (2001)
- Tony MacAlpine (2011)

Все альбомы являются инструментальными, исключая Master of Paradise

### С группой «MacAlpine»
- Eyes of the World (1990)

### С группойPlanet X
- Universe (2000)
- Live from Oz (2002) — концертный альбом
- MoonBabies (2002)

### СCAB
- CAB (2000)
- CAB 2 (2001)
- CAB 4 (2003)
- CAB Theatre De Marionnettes (2009)

### С Devil’s Slingshot
- Clinophobia (2007)

### С Ring of Fire
- Burning Live Tokyo (2002)
- Dreamtower (2002)
- Lapse of Reality (2004)

### СВинни Муром
- Mind’s Eye (1986)
- The Maze (1999)

### С Джо Таффола
- Out of the Sun (1987)

### С M.A.R.S. (Макалпин/Олдридж/Рок/Сарзо)
- Project: Driver (1987)

### СВиталием Куприем
- VK3 (1999)

### С Марком Боалсом
- Ring of Fire (2000)
- Edge of the World (2002)

### Со Стивом Ваем
- Live at the Astoria London (2003)
- G3: Live in Denver (2004)
- G3: Live in Tokyo (2005)